# Casearia sylvestris
Casearia sylvestris là một loài thực vật có hoa trong họ Liễu. Loài này được Sw. mô tả khoa học đầu tiên năm 1798.
Loài này được Hệ thống Y tế Thống nhất Brazil xếp vào danh mục là loài thực vật được người dân Brazil quan tâm với mục đích điều trị các rối loạn viêm nhiễm.